# Ben van den Dungen
Ben van den Dungen (* 29. Oktober 1960 in Den Haag) ist ein niederländischer Jazzmusiker (Sopran- und Tenorsaxophon).

## Werdegang
Van den Dungen absolvierte 1988 das Koninklijk Conservatorium Den Haag. Bereits ab 1983 spielte er Latin Jazz in der Gruppe Nueva Manteca, der er bis heute angehört. Gemeinsam mit Jarmo Hoogendijk gründete er 1984 ein gemeinsames Quintett, das zwischen 1985 und 2004 erfolgreich durch Europa tourte und mehrere Alben vorlegte. Daneben spielte er in der Superband von Louis van Dijk, begann sich aber bald zunehmend für Weltmusik zu interessieren und betrieb Studien in Kuba, Kolumbien und Indien. Neben seinem eigenen Quartett (Ciao City, 2013) spielte er auch in Gruppen wie Fra Fra Sound und Tango Extremo.
Er lehrte Saxophon und Ensemblespiel am Konservatorium Rotterdam und weiteren Konservatorien der Niederlande.

## Preise und Auszeichnungen
Das Ben van den Dungen/Jarmo Hoogendijk Quintet wurde 1985 mit dem NOS Meervaart Jazzprijs ausgezeichnet. 1987 erhielt es den Nicolai Award.